# Charing Cross
Charing Cross es el nombre de una de las estaciones de tren más importantes de Londres, pero también, aunque menos conocido, el propio centro de la ciudad.
Su denominación se debe a la antigua aldea de Charing que estaba a una milla (1’6 kilómetros) del viejo Londres. Existía un camino que iba desde Ludgate (una entrada de la muralla de Londres) hasta el Palacio de Westminster. En Charing había numerosas posadas donde la gente que cruzaba el camino se paraba y pasaba la noche y de esta forma la aldea creció.
Actualmente es el punto desde donde se miden las distancias por carretera a Londres, y antiguamente servía para fijar el ámbito de aplicación de las leyes según la distancia que les separaba de Charing Cross.
La etimología de Charing proviene de “cerring” que significa “curva” como la de 90 grados que hace el Támesis en ese lugar.

## Historia
En 1290 el rey Eduardo I mandó construir allí una cruz en memoria de su mujer Leonor de Castilla. Tras la muerte de su esposa, el rey organizó un cortejo fúnebre desde Harby hasta la Abadía de Westminster donde ésta fue enterrada. Por el camino fue colocando doce cruces en los lugares donde reposaba el féretro de la reina por las noches, las denominadas cruces de Leonor. 
En el siglo XVI existía también en Charing una famosa posada llamada la Cruz de Oro. Desde allí partían varias rutas a Bath, Bristol, York o Cambridge. Charles Dickens menciona la posada en varias de sus obras. Había una entrada a la Cruz de Oro a través de un arco cuyo paso era peligroso para el público lo que dio lugar a una famosa frase: “Cabezas, cabezas, tengan cuidado de sus cabezas”. La fama de la posada se perdió y ésta fue derribada.
En 1643 la cruz de Charing fue destruida por los puritanos (cristianos protestantes radicales). En Londres, sin embargo, puede verse la de Waltham que fue traslada al Museo Británico.
En 1675, en el lugar donde se encontraba la cruz fue ocupado por la estatua ecuestre de Carlos I dominando una plaza donde los malhechores eran azotados públicamente. La plaza se construyó sobre los antiguos establos reales.
En 1863 se erigió una réplica de la cruz a la salida de la estación.

## Características
La cruz fue construida en mármol entre los años 1291 y 1294 por Alexander de Abingdon.
La réplica está más adornada que la original. Mide unos 21 metros de altura. Tiene un plano octogonal con ocho estatuas de Leonor. Su diseñador fue Edward Barry.

## Uso oficial como punto central
Desde la segunda mitad del siglo XVIII, Charing Cross ha sido considerada el centro de Londres. Desde principios del siglo XIX, la legislación aplicable únicamente a la metrópolis de Londres utilizó Charing Cross como punto central para definir sus límites geográficos. Su uso posterior en la legislación fue gradualmente dejado de lado para favorecer un esquema de áreas con gobiernos locales y quedó prácticamente obsoleto con la creación oficial del Gran Londres en 1965.
| Uso                                                   | Alcance |
| ----------------------------------------------------- | --- |
| Distrito Policial Metropolitano                       | El Metropolitan Police Act 1829 estableció que podían incorporarse todas las parroquias a 12 millas de distancia de Charing Cross. El límite se expandió a 15 millas en el Metropolitan Police Act 1839. |
| Ministerio de Desarrollo Metropolitano                | El London Building Act 1844 permitió que cualquier lugar dentro de las 12 millas de distancia desde Charing Cross pudiera incorporarse al área de responsabilidad. |
| Licencias de hackney carriage (taxis) y The Knowledge | El London Hackney Carriage Act 1831 (ley reguladora de taxis) y la legislación posterior estableció el radio dentro del cual los taxistas estaban obligados a cobrar un tarifa. Las calles que se encuentran en un radio de seis millas desde Charing Cross aún forman parte de la capacitación de los taxistas.                                                               |
| Venta callejera                                       | El Metropolitan Streets Act 1856 le concedió al Comisario de la Policía Metropolitana el poder de controlar distintas actividades dentro de un radio de seis millas desde Charing Cross. Todavía están vigentes los controles de puestos de lustrabotas aunque en la práctica han sido reemplazados por convenios de venta callejera específicos de cada municipio de Londres. |

Antes de la elección de Charing Cross se utilizaron muchas otras ubicaciones. Entre ellas: Hyde Park Corner, la iglesia de St Mary Matfelon en Whitechapel, el extremo sur del Puente de Londres, el extremo sur del Puente de Westminster, la iglesia de San Leonardo en Shoreditch, Tyburn Turnpike, St Giles's Pound, Hick's Hall, el Standard en Cornhill, y el Stones' End en The Borough. Algunos de estos objetos han sido movidos o destruidos dando fin a su uso como puntos para medir distancias.

## Lugares más cercanos
- Trafalgar Square
- Soho
- Holborn
- Mayfair
- Bloomsbury

## Estaciones de metro más cercanas
- Estación de metro de Charing Cross
- Estación de metro de Embankment
- Estación de metro de Leicester Square
- Estación de Waterloo
- Estación de metro de Westminster

## Estaciones de tren más cercanas
- Estación de Charing Cross
- Estación de Waterloo

## En la cultura popular
En el universo ficticio de Harry Potter, el Bar/Posada conocido como El Caldero Chorreante se encuentra en esta área, solo visible por los magos e imperceptible por los muggles.
En El regreso de Mary Poppins se le llama a Charing Cross el hogar del "Tío Gutenberg", tío de Mary Poppins llamado también como bibliófilo en la canción "Un libro no es lo que ves" en español de América, o "Por su tapa un libro no deberéis juzgar" en castellano.
La banda estadounidense de rock ácido Coven tiene una canción con el nombre "Coven in Charing Cross" de su álbum debut Witchcraft Destroys Minds & Reaps Souls.